# روجر فيشر (أستاذ جامعي)
روجر فيشر (بالإنجليزية: Roger Fisher)‏ هو أستاذ جامعي أمريكي، ولد في 28 مايو 1922 في وينتكا في الولايات المتحدة، وتوفي في 25 أغسطس 2012 في هانوفر في الولايات المتحدة.

## وصلات خارجية
- روجر فيشر على موقع ميوزك برينز (الإنجليزية)